# 8616 Fogelquist
A 8616 Fogelquist (ideiglenes jelöléssel 1980 FY4) a Naprendszer kisbolygóövében található aszteroida. Claes-Ingvar Lagerkvist fedezte fel 1980. március 16-án.